# Темник (писаница)
Темник — писаница бронзового и раннего железного века расположенная на стенах Темниковской пещеры, которая находится в Селенгинском районе Республики Бурятии. Впервые рисунки-петроглифы упоминает в 1735 году в своих работах исследователь-натуралист Г. Ф. Миллер — руководитель первой Великой академической экспедиции XVIII века. По численности петроглифов это одна из крупнейших писаниц в Забайкалье. Наскальные рисунки, выполненные красной охрой, относятся к так называемой селенгинской группе петроглифов Забайкалья. Рисунки-петроглифы в удовлетворительном состоянии — они обведены и сделано это было неспециалистами. С 2021 года, по версии Министерства туризма Республики Бурятия, Темниковская пещера с наскальными рисунками входит в «ТОП-100 достопримечательностей Республики Бурятия».
Писаница является объектом культурного наследия России федерального значения.

## Географическое положение
Писаница расположена на стенах Темниковской пещеры, которая находится в местности Ацула возле южного склона Хамбинского хребта на территории Ацульского заказника Селенгинского района, на левом берегу протоки Темника — реки Цаган-Гол в районе Гусиного озера, на уровне 600 м от уровня моря. Вход в пещеру расположен со стороны реки. В шести км на юго-восток от памятника находится посёлок Темник, в 14 км на северо-восток — станция Гусиное Озеро.

## История открытия и исследований
Первым из европейских исследователей, кто побывал на местности расположения памятника в 1735 году, был исследователь-натуралист Г. Ф. Миллер, руководитель первой Великой академической экспедиции XVIII века. В своей статье «О древних памятниках в уездах Селенгинском и Нерчинском» он упоминал о наскальных изображениях по реке Темник (в статье реку он называл Кемник), про которые ему рассказал «человек, заслуживающий доверия». Позднее учёный ещё не раз упоминал эти петроглифы: в статье «О сибирских надписях» и в инструкции для археолога И. Э. Фишера, который проводил изучение истории Сибири, продолжая его дело. Г. Ф. Миллер надеялся, что И. Э. Фишер займётся изучением этого памятника, но исследование наскальных изображений И. Э. Фишера не заинтересовало. 27 апреля 1888 года пещера впервые была подробно изучена естествоиспытателем В. В. Птицыным.
В 1977 году экспедиция Этнографического музея Министерства культуры Бурятской ССР под руководством краеведа А. В. Тиваненко обнаружила в пещере петроглифы, полусгнившую книгу (в глубокой расщелине утёса), досоветскую медную монету (в углу пещеры), обломки деревянных книг буддийского канона (в завале камней) и овальную дощечку (раскопанная на глубине примерно 10 см) с инициалами и датой — 1941 год. В расщелинах пещеры были найдены буддийские надписи, а возле подножия — почти смытая дождём символическая надпись-формула «Ом мани падме хум!».

## Петроглифы
Сланцевые породы стен пещеры были разрушены экзогенными процессами таким образом, что образовались многочисленные плоские поверхности, на которых и были нанесены петроглифы. Наскальные рисунки, найденные в пещере, отнесены к бронзовому и раннему железному веку. По численности петроглифов это одна из крупнейших писаниц в Забайкалье. Наскальные рисунки, выполненные красной охрой, относятся к так называемой селенгинской группе петроглифов Забайкалья. Термин «селенгинские» петроглифы ввели А. П. Окладников и В. Д. Запорожская «относительно памятников древнего наскального искусства Бурятии эпохи бронзы — раннего железа, подчёркивая, что писаницы этой группы строго и чётко локализованы в пространстве, в основном — бассейном реки Селенги». Петроглифы находятся в удовлетворительном состоянии, они обведены, и сделано это неспециалистами.
Изображения нанесены на левой, правой и задних частях пещеры. На левой стороне нарисованы восемь петроглифов, представляющие собой группу пятен охры, фигурки птиц, человечков. На правой стороне самое большое количество петроглифов — всего 56: изображения птиц, людей, крестов, овальных оградок с точками внутри и отдельные группы пятен охры. На задней стенке пещеры находятся 14 петроглифов: изображения птиц, человечков, пятен охры, стрелообразных знаков.

## Туризм и охранный статус
В едином государственном реестре объектов культурного наследия (памятников истории и культуры) народов Российской Федерации приказом Министерства культуры Российской Федерации № 28539-р от 29 декабря 2015 года писаница зарегистрирована как объект культурного наследия федерального значения «Писаница Темник», с присвоением регистрационного номера 031540369200006.
Темниковская пещера с петроглифами является одновременно памятником природы и археологическим памятником, а следовательно, должна охраняться одновременно двумя федеральными законами: «Об особо охраняемых природных территориях» и «Об объектах культурного наследия (памятниках истории и культуры) народов РФ», но фактически охраны пещеры нет, поэтому наскальные рисунки в ней обведены, что было сделано неспециалистами.
В 2020 году Министерством туризма Бурятии был запущен Республиканский интернет-конкурс «ТОП-100 достопримечательностей Республики Бурятия». В результате голосования среди жителей и представителей муниципалитетов и организаций Темниковская пещера заняла 27 место. На 2021 год было отмечено, что туристы мало посещали пещеру (из-за отсутствия инфраструктуры), но это обстоятельство в некоторой мере способствовало сохранению памятника. Для поддержания туристической деятельности было предложено создать здесь необходимую инфраструктуру — установить лестницы и смотровые площадки, которые позволяли бы осматривать памятник и наскальные рисунки без необходимости проникать внутрь пещеры.
- Писаница Темник